# Grúzenka
Grúzenka (en rus: Грузенка) és un poble del krai de Krasnoiarsk, a Rússia, que el 2018 tenia 389 habitants. Pertany al districte de Balakhtà.